# Dubbeltändning

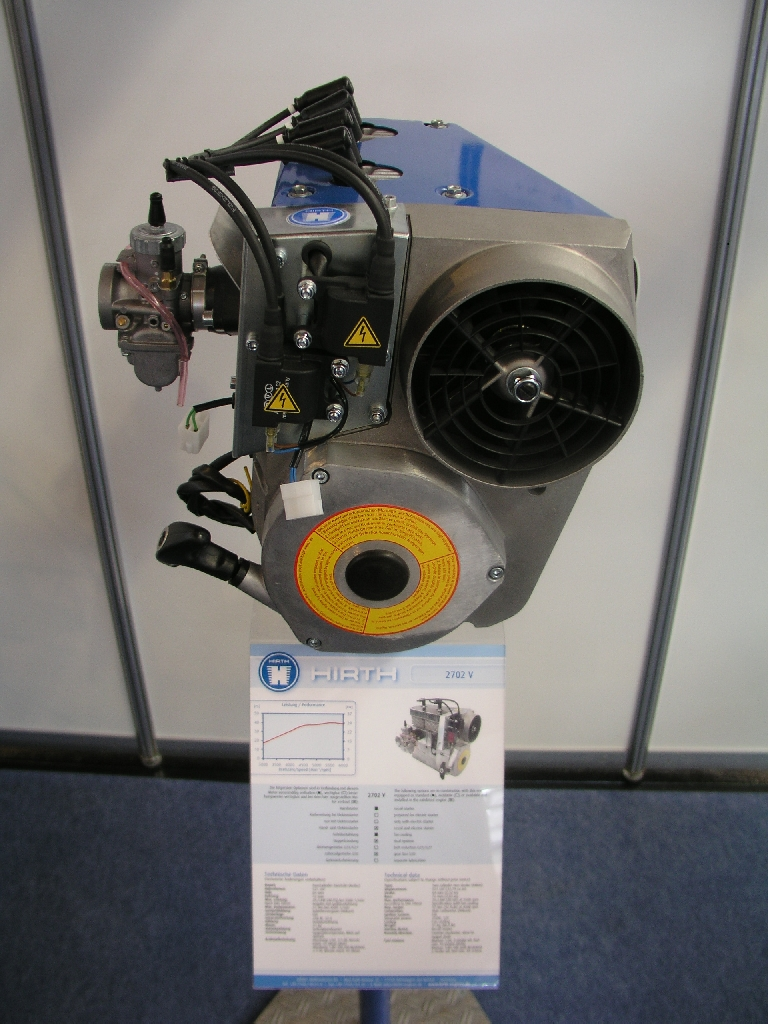
En flygmotor med dubbeltändning.

Dubbeltändning är en typ av tändningssystem i en kolvmotor, med två tändstift per cylinder. Fördelar är att cylindern kan fortsätta arbeta även om ett tändstift slutar fungera, och att förbränningen blir snabbare.